# Elkhorn Slough
L'Elkhorn Slough est un estuaire américain dans le comté de Monterey, en Californie. Il constitue un site Ramsar depuis le 25 juin 2018.